# Неуропил
Неуропил је било која област у нервном систему састављена од углавном немијелинизованих аксона, дендрита и процеса глијалних ћелија која формира синаптички густ регион који садржи релативно мали број ћелијских тела. Најраспрострањенији анатомски регион неуропила је мозак који, иако није у потпуности састављен од неуропила, има највеће и највише синаптички концентрисане области неуропила у телу. На пример, неокортекс и мирисни булбус садрже неуропил.

## Локација
Неуропил је пронађен у следећим регионима: спољашњи слој неокортекса, унутрашњи плексиформни слој и спољашњи плексиформни слој, задња хипофиза и гломеруле малог мозга. Степен сличности зависи од састава неуропила који се пореди. Важно је одредити концентрације неуропила у одређеним регионима јер једноставно коришћење пропорција различитих постсинаптичких елемената не потврђује неопходне, убедљиве доказе. Поређењем концентрација може се утврдити да ли су пропорције различитих постсинаптичких елемената ступиле у контакт са одређеним аксонским путем. Релативне концентрације могу означавати рефлексију различитих постсинаптичких елемената у неуропилу или показати да су аксони тражили и формирали синапсе само са специфичним постсинаптичким елементима.

## Функција
Пошто неуропили имају разнолику улогу у нервном систему, тешко је дефинисати одређену свеобухватну функцију за све неуропиле. На пример, олфакторне гломеруле функционишу као нека врста успутних станица за информације које теку од неурона олфакторних рецептора до олфакторног кортекса. Унутрашњи плексиформни слој мрежњаче је мало сложенији. Биполарне ћелије након синаптике или штапића или чепића су или деполаризоване или хиперполаризоване у зависности од тога да ли биполарне ћелије имају синапсе које инвертују знак или синапсе које чувају знак.